# 1928 en Belgique
Chronologie de la Belgique
- 1924
- 1925
- 1926
- 1927
- 1928
- 1929
- 1930
- 1931
- 1932

Cette page recense des événements qui se sont produits durant l'année 1928 en Belgique.

## Chronologie
- Inauguration du musée des beaux-arts de Tournai.

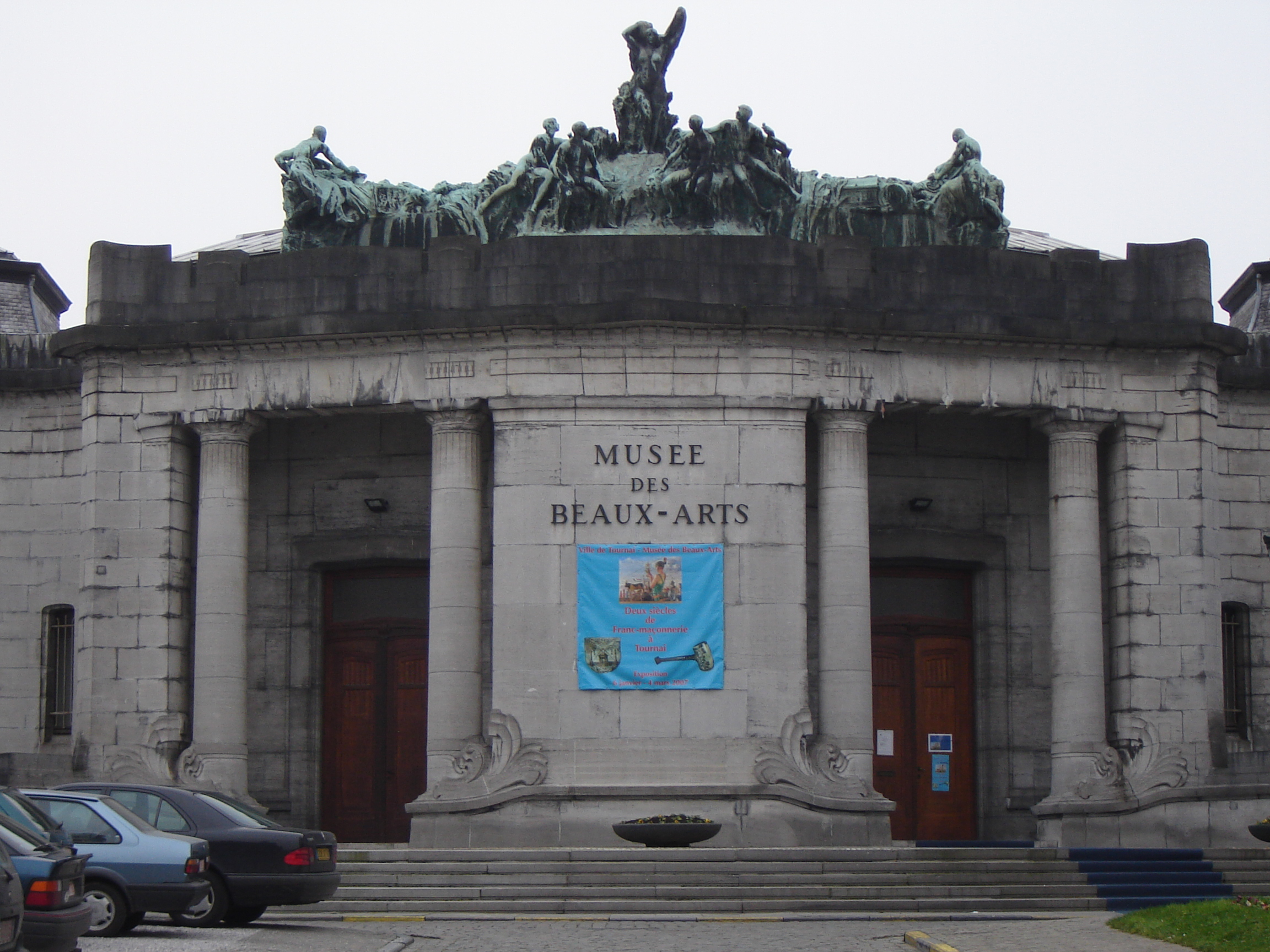
Façade du musée des beaux-arts de Tournai (architecte : Victor Horta ; sculpteur : Guillaume Charlier).

- Fondation de l'Institut royal colonial belge[1].

## Culture

### Architecture

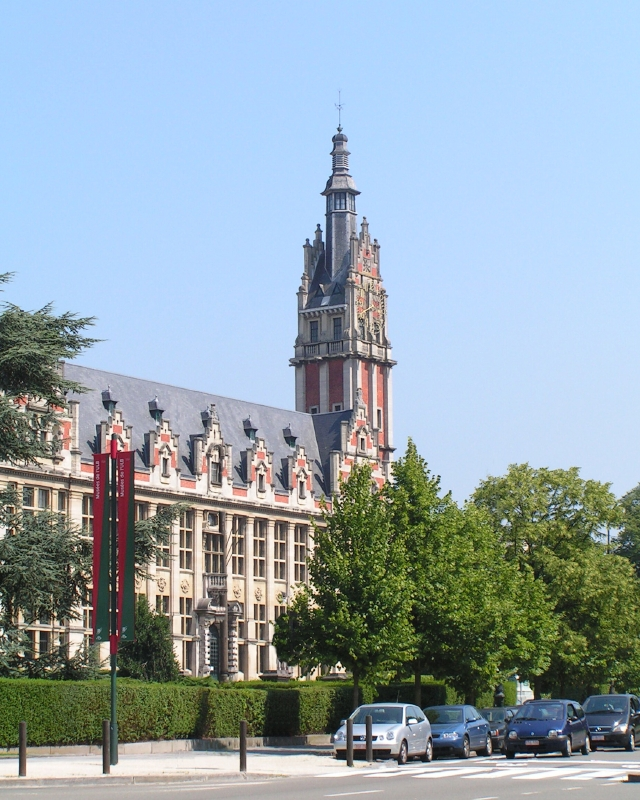
Bâtiment A de l'ULB (Néobaroque, Alexis Dumont)
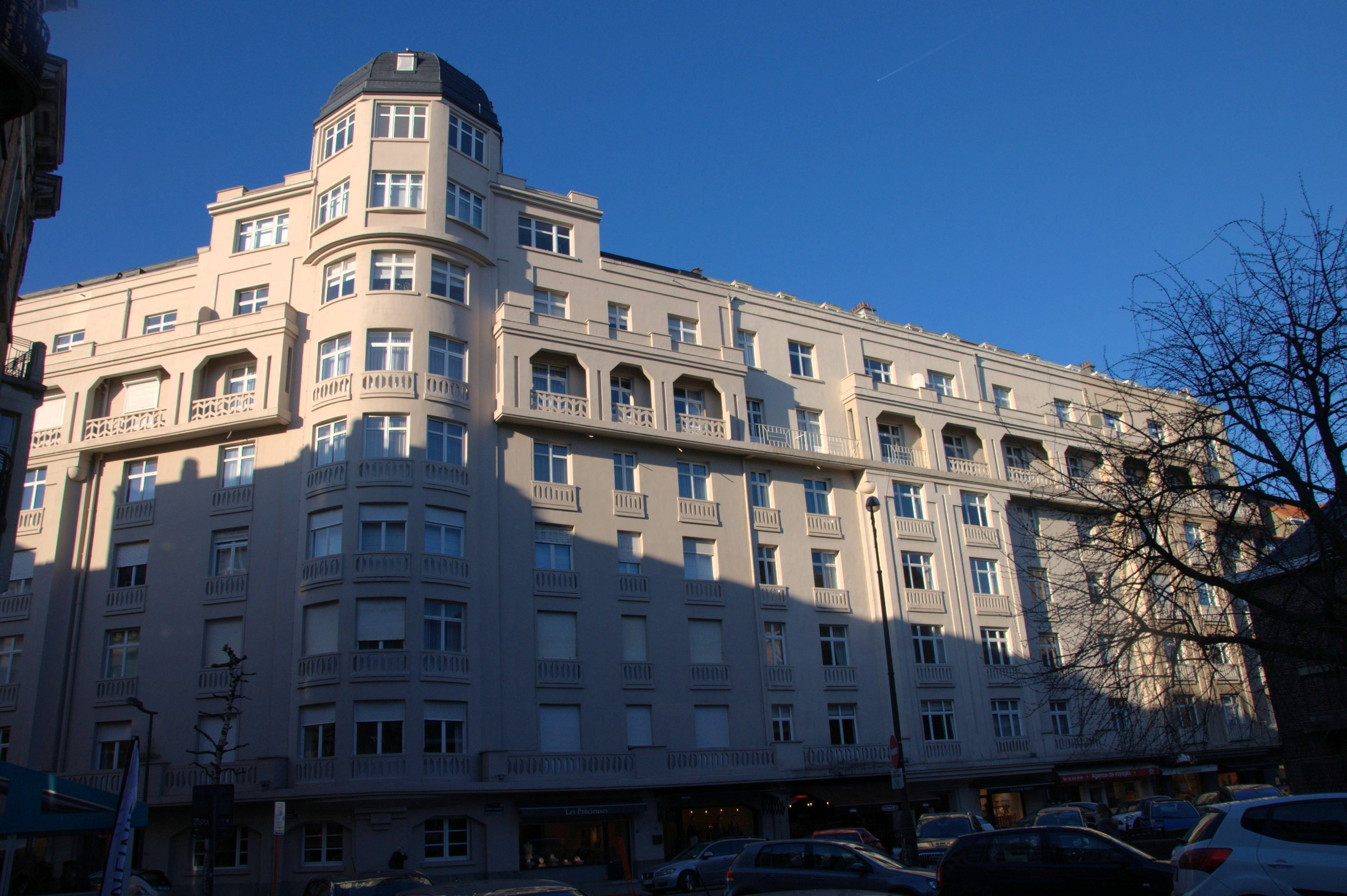
Immeuble Art déco place Georges Brugmann à Ixelles
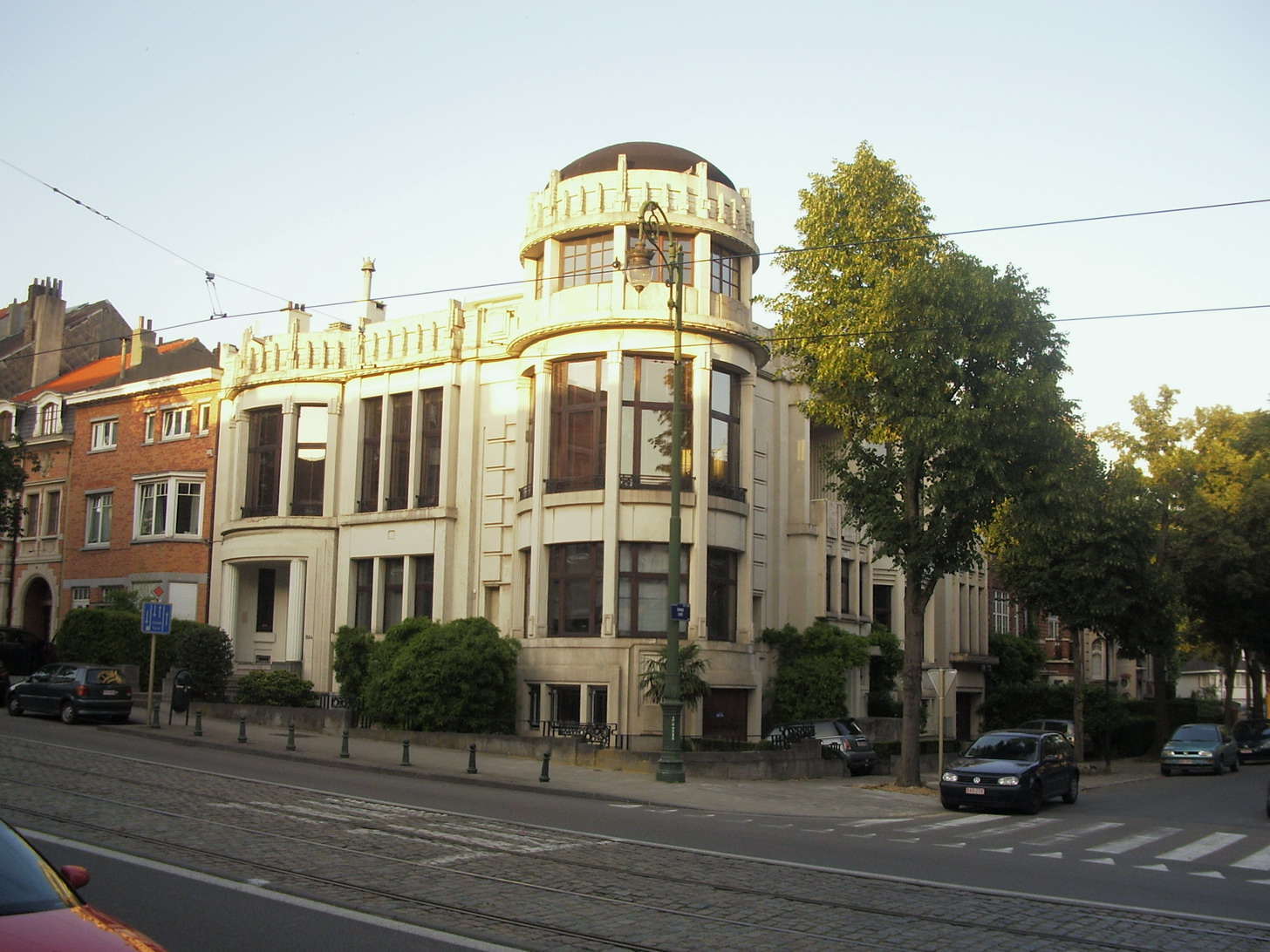
Hôtel Haerens à Uccle (Art déco, Antoine Courtens)
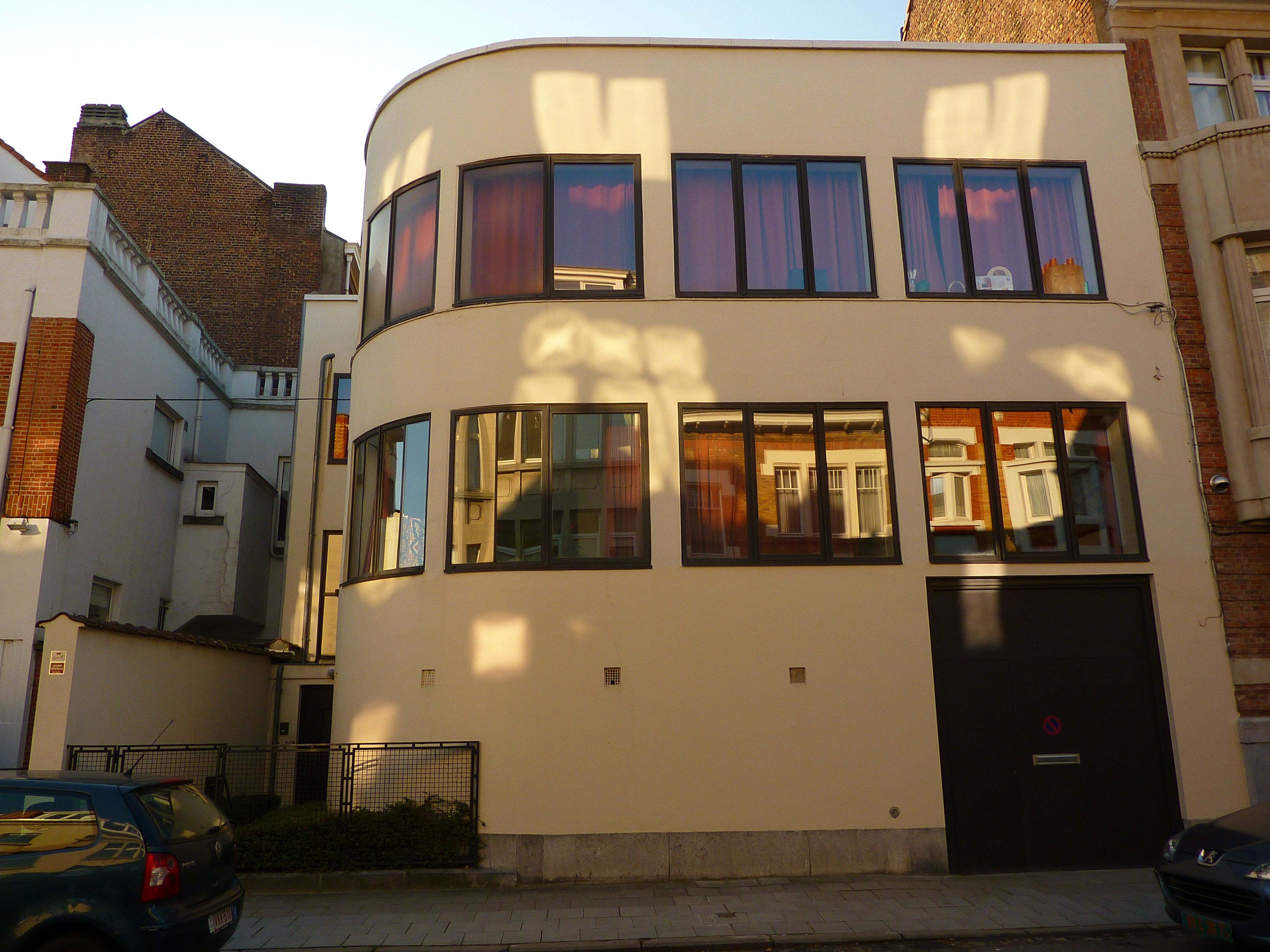
Maison Jespers à Woluwe-Saint-Lambert (Modernisme, Victor Bourgeois)
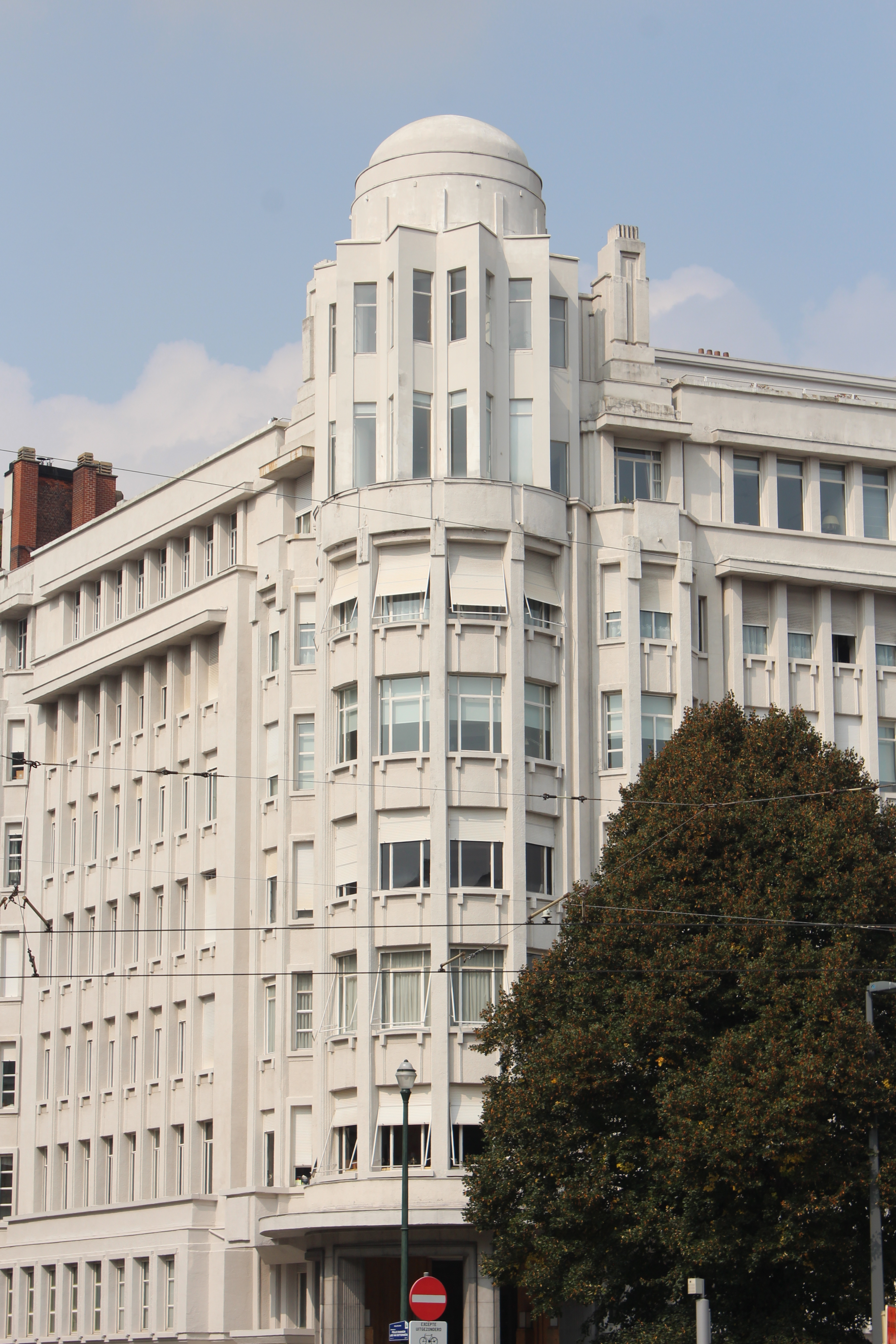
Palais de la Folle Chanson à Ixelles (Art déco, Antoine Courtens)

## Naissances
- 4 juillet : Paul de Wispelaere, écrivain d'expression néerlandaise († 2 décembre 2016).
- 16 juin : Annie Cordy, chanteuse, meneuse de revue et actrice († 4 septembre 2020).
- 27 juin : Antoinette Spaak, femme politique  († 28 août 2020).